# 山梨県立山梨高等学校
山梨県立山梨高等学校（やまなしけんりつ やまなしこうとうがっこう）は山梨県山梨市に所在する公立の高等学校。通称、梨高（なしこう）

## 設置学科
- 全日制課程
  - 普通科
    - 英理総合コース
- 定時制課程
  - 普通科 （夜間）

## 概要
女学校として創立されて戦後共学化されたが、男子の入学は数年のみで途絶えて1989年3月の総合選抜制導入まで事実上の女子校であった。その名残からか、生徒数は現在も男子より女子の割合が多い傾向にある。学園祭は「梨窓祭」という。

## 沿革
- 1917年4月 - 東山梨郡立実科高等女学校として開校。
- 1920年4月 - 東山梨郡立東山梨高等女学校と改称。
- 1922年4月 - 山梨県立第二高等女学校と改称。
- 1924年4月 - 山梨県立山梨高等女学校と改称。
- 1948年4月 - 山梨県立山梨高等学校と改称。
- 1950年4月 - 男女共学制実施により男子入学。
- 1956年3月 - 男子生徒がすべて卒業。事実上の女子高となる
- 1989年4月 - 総合選抜導入により、男子生徒入学。
- 1998年4月 - 英語総合コース設置。
- 2007年10月 - 創立90周年記念式典。

## 部活動
体育局
- 陸上部
- バスケットボール部
- ソフトテニス部
- 卓球部
- バドミントン部
- ハンドボール部
- 弓道部
- バレーボール部
- テニス部
- 野球部
- 登山部
- 体操・ダンス部

文化局
- 演劇部
- 美術部
- 書道部
- 写真部
- 調理手芸部
- 吹奏楽部
- 華道部
- 茶道部
- 放送部
- 囲碁将棋部

## 交通
- 東日本旅客鉄道中央本線: 山梨市駅徒歩6分